# Caitlin Todd
Pour un article plus général, voir Personnages de NCIS : Enquêtes spéciales.
L'agent spécial Caitlin Todd, interprétée par Sasha Alexander, est un personnage fictif de la série télévisée NCIS : Enquêtes spéciales. La voix française est celle d’Ariane Deviègue.

## Biographie
Ancienne agente du USSS, ayant notamment assuré la protection du président des États-Unis d'Amérique, elle collabore dans le premier épisode avec le NCIS sur un meurtre à bord d'Air Force One. Elle démissionne de ce service pour avoir couché avec un militaire et pour ne pas avoir suivi les ordres de ses supérieurs. 
À la suite de sa démission, elle se fait immédiatement engager par l'agent spécial Gibbs au sein de son équipe. Surprenant quand on pense qu'il n'a pas cessé de vouloir lui apprendre son métier, juste avant de la soupçonner d'être une meurtrière. Moins étonnant toutefois quand on voit l'intérêt que ces deux-là se portent dès le début ; il est très clair que leur rencontre ne part pas que sur des bases professionnelles. Et pour en être bien sûr, il suffit d'attendre l'épisode 3 de la première saison où cette nouvelle recrue du NCIS s'amuse à gribouiller le visage de son supérieur assis sur un banc (en attendant un membre des services secrets). Tenace et pleine de ressources, elle découvre, au fil des enquêtes, les codes de conduite de la Navy, parfois très particuliers pour un civil.  
Elle se fait rapidement apprécier au sein de l'agence grâce à ses capacités et son mordant. Elle se lie d'amitié avec Abby et Tony qui la taquine dès qu'il le peut. Elle est clairement déterminée dans son travail et fait toujours de son mieux ; son expérience de protection rapprochée lui sert plus d'une fois ainsi que son talent de profiler. En tant que femme, elle est la cible des quolibets de certains machos, notamment lors des enquêtes sur des sites militaires. Comme Tony, Kate aime beaucoup bizuter McGee, et quand elle ne se dispute pas avec Tony, elle aime bien taquiner McGee avec lui.
Elle est confrontée pour la première fois à Ari Haswari dans l'épisode Piège en sous-sol, au cours duquel il prend Ducky et son assistant Gerald Jackson en otage en salle d'autopsie (elle a failli le  tuer  avec un scalpel). Elle est à nouveau prise en otage par Ari dans l'épisode L'affrontement puis libérée. Ari revient en fin de deuxième saison dans l'épisode In extremis, durant lequel il menace Gibbs mais finit par abattre Kate de sang-froid. C'est l'officier de liaison Ziva David qui la vengera, en abattant de sang-froid son frère, qui menaçait Gibbs avec son propre fusil.
Elle avait trois frères et une sœur, le Dr Rachel Cranston. Celle-ci apparaît dans la saison 8 : elle doit évaluer l'état psychologique de l'équipe de Gibbs ; elle en profite en réalité pour mieux faire le deuil de sa sœur dont elle était très proche. Kate savait aussi parfaitement dessiner et était une catholique pratiquante.
Chaque membre de l’équipe voit Kate sous une forme de fantôme (dans le 1 de la saison 4). Elle apparait dans l’épisode 14 de la saison 9, dans un flash-back, comme si elle ne s'était pas fait tuer par Ari. Dans cette autre réalité dans laquelle elle ne se serait pas fait tuée, elle aurait épousée son coéquipier, l'agent spécial Tony DiNozzo et qu'ils auraient ensemble eu une fille qui se serait prénommée Kelly, en hommage à la fille décédée de Gibbs.
Lorsque l’agent Ned Dorneget est ramené au pays, on peut apercevoir toutes les personnes que Gibbs a perdues dont Caitlin, lors de la saison 12, épisode 23.